# Phrynopus nanus
Phrynopus nanus és una espècie de granota que viu a Colòmbia. Està amenaçada d'extinció per la pèrdua de l'hàbitat.